# Wettmannstätten
Wettmannstätten – gmina targowa w Austrii, w kraju związkowym Styria, w powiecie Deutschlandsberg. Według danych Austriackiego Urzędu Statystycznego liczyła 1553 mieszkańców (1 stycznia 2015).